# مرسيليائية كيونغية
مرسيليائية كيونغية (الاسم العلمي: Massilia kyonggiensis) هي نوع من البكتيريا، سلبية الغرام، تتبع المرسيليات.